# Cotinusa gertschi
Cotinusa gertschi är en spindelart som först beskrevs av Cândido Firmino de Mello-Leitão 1947.  
Cotinusa gertschi ingår i släktet Cotinusa och familjen hoppspindlar. Inga underarter finns listade i Catalogue of Life.